# Luciano Saracani
Luciano Saracani OFMObs (* 19. November 1821 in Greccio; † 23. August 1892) war ein italienischer römisch-katholischer Geistlicher.

## Leben
Saracani legte am 1. September 1839 seine Profess bei den Franziskanerobservanten ab. Am 29. September 1844 wurde er für den Orden zum Priester geweiht.
Papst Leo XIII. ernannte ihn am 27. März 1882 zum Bischof von Poggio Mirteto. Luigi Bilio, B, Kardinalbischof von Sabina, spendete ihn am 2. April 1882 in der römischen Kirche Santa Maria in Aracoeli die Bischofsweihe. Mitkonsekratoren waren Gaspard Mermillod, Weihbischof in Lausanne und Genf, und Benedetto Mariani, Weihbischof in Sabina. Am 1. Juni 1888 nahm der Papst seinen Rücktritt als Bischof an und ernannte ihn zum Titularbischof von Epiphania in Cilicia.